# CommaFeed
CommaFeed és un lector de canals RSS gratuït i de codi obert. És una aplicació web que es pot allotjar en un servidor web o utilitzar a través de la seva web oficial. Té un disseny responsiu que admet simultàniament ordinadors de sobretaula, tauleta i navegadors mòbils. Hi havia un client News+ per a Android disponible, però es va deixar de desenvolupar. Admet canals i fonts de publicacions amb diversos sistemes d'escriptura.